# Jules Henri van Capellen
Jhr. Jules Henri van Capellen (Trent, 10 augustus 1818 - 's-Gravenhage, 5 januari 1899) was een Nederlands viceadmiraal en chef van het militair huis.

## Biografie
Van Capellen was een lid van de familie Van Capellen en een zoon van viceadmiraal en hofmaarschalk jonkheer Theodorus Frederik van Capellen (1761-1824) en Petronella de Lange (1779-1835). Hij bleef ongehuwd en was de laatste telg van zijn geslacht.
Van Capellen trad in 1840 in dienst bij de marine en klom op tot viceadmiraal. Hij werd daarnaast adjudant van koning Willem III en vervolgens adjudant-generaal van marine; tot 1891 was hij Chef van het militair huis. Hij werd in 1898 ook adjudant-generaal van koningin Wilhelmina.
Van Capellen was onder andere ridder in de Militaire Willems-Orde en commandeur in de Orde van de Nederlandse Leeuw (1856).